# 極私的極彩色アンサー
「極私的極彩色アンサー」（ごくしてきごくさいしょくアンサー、英題：Answer to Extreme）は、5人組ガールズバンド・トゲナシトゲアリの4枚目のシングル。表題曲「極私的極彩色アンサー」が2023年10月23日に、カップリング曲「傷つき傷つけ痛くて辛い」が同年11月27日に各種音楽配信サービスにて配信された後、同年12月20日にマキシシングルとして発売された。

## 概要
トゲナシトゲアリはテレビアニメ『ガールズバンドクライ』の劇中に登場するバンドである。現実世界においては、テレビアニメに先行する形で結成され、メンバーはオーディションによって選出された。
表題曲「極私的極彩色アンサー」は結束バンドの「ひみつ基地」「忘れてやらない」で知られる吉岡大地が手掛けた楽曲。非常に難易度の高い楽曲でありながらもメンバーからの人気が高い楽曲であり、理名と凪都と美怜は最も好きな曲の一つとして挙げている。トゲナシトゲアリの楽曲の中で最も短い曲でありながら各パートの技巧が詰め込まれた楽曲であり、美怜は「トゲトゲの曲の中で一番短いんですけど満足感がその時間と合ってないという（笑）。そのミスマッチさも面白いなと思ってます。」と語っている。
カップリングには「傷つき傷つけ痛くて辛い」が収録された。美怜はトゲナシトゲアリの中で歌詞が好きな楽曲としてこの曲を挙げており、「〈誰かのために生きることなど 限られた命を削っている〉という歌詞が、自分たちのバンドの曲にあることがすごく嬉しかったです。私も誰かのためではなくて、自分のために限られた一生を思い切り楽しみたい気持ちで音楽をやっているので」と語っている。

## ミュージックビデオ
「極私的極彩色アンサー」は2023年10月23日にYouTubeにて公開された。望月けいが手掛けたイラストを使用したミュージックビデオとなっている。
「傷つき傷つけ痛くて辛い」は同年11月27日にYouTubeにて公開された。テレビアニメ『ガールズバンドクライ』のキャラクターデザインを務める手島nariが手掛けたイラストを使用したミュージックビデオとなっており、アニメ作中のトゲナシトゲアリのメンバーが我慢を爆発させる様が描かれている。

## 批評
フリーライターの西廣智一はそれぞれの楽曲について以下のように評している。

## 収録曲
| #         | タイトル                                     | 作詞・作曲     | 編曲               | 時間  |
| --------- | -------------------------------------------- | -------------- | ------------------ | ----- |
| 1.        | 「極私的極彩色アンサー」                     | 吉岡大地       | 玉井健二, 大濱健悟 | 2:34  |
| 2.        | 「傷つき傷つけ痛くて辛い」                   | キクイケタロウ | 玉井健二, 秋浦智裕 | 3:19  |
| 3.        | 「極私的極彩色アンサー」(Instrumental)       |                |                    | 2:34  |
| 4.        | 「傷つき傷つけ痛くて辛い」(Instrumental)     |                |                    | 3:19  |
| 5.        | 「鍛えたいんだ、わたしの肺を」(ドラマパート) |                |                    | 8:25  |
| 6.        | 「消えた桃香」(ドラマパート)                 |                |                    | 7:46  |
| 7.        | 「決戦！夜の川崎闇鍋バトル！」(ドラマパート) |                |                    | 9:46  |
| 合計時間: | 合計時間:                                    | 合計時間:      | 合計時間:          | 37:43 |

| #  | タイトル                                       | 作詞 | 作曲・編曲 |
| -- | ---------------------------------------------- | ---- | ---------- |
| 1. | 「極私的極彩色アンサー」(ミュージックビデオ)   |      |            |
| 2. | 「傷つき傷つけ痛くて辛い」(ミュージックビデオ) |      |            |